# Natalya Maximoff (personaje)
Natalya Maximoff es la madre de Quicksilver y La Bruja Escarlata, quienes aparentemente fallecieron al intentar rescatar a los gemelos después de que fueron secuestrados por el Alto Evolucionador y llevados a Transia. Su título, la Bruja Escarlata, que heredó su hija, se había transmitido a lo largo de la historia de su familia. Si bien se desconoce gran parte de su historia y se cree que su existencia es un mito, hubo algunos que sabían sobre ella, incluidos Ulysses Bloodstone y Eternal Makkari.
Wanda se encontró por primera vez con su madre como un espíritu cuando viajaba por el Camino de las Brujas con el espíritu de Agatha Harkness mientras investigaba misteriosos ataques mágicos en Irlanda. Wanda se dio cuenta instantáneamente de que Natalya era su madre biológica pero, dado que el tiempo puede ser "vago" en el Camino de las Brujas, Agatha le advirtió a Wanda que Natalya podría ser del pasado, por lo que debería evitar darle a Natalya cualquier conocimiento previo que pudiera cambiar la historia. Manteniendo su relación en secreto, Wanda tuvo una breve conversación con Natalya mientras tenía la oportunidad de presenciar el poder mágico de su madre en acción mientras despachaba fácilmente a una criatura malvada identificada como Phooka.. Eventualmente, Natalya desapareció cuando comenzó a darse cuenta de su conexión con Wanda, pero sus últimas palabras antes de desaparecer confirmaron que ella era de un tiempo antes de que Wanda hubiera nacido.
Más tarde, la búsqueda de Wanda por la verdad sobre su madre la llevó a Serbia, donde se encontró con Dasha Koralov , la mejor amiga de Natalya, quien llevó a Wanda al lugar donde vivía su madre adoptiva, supuestamente muerta, Marya Maximoff.  Durante su reunión, los cuerpos de Marya y Dasha fueron poseídos por un par de brujas-demonios pero Wanda, con la ayuda de Agatha, los exorcizó. Una vez hecho esto, el espíritu de Natalya tomó prestado brevemente el cuerpo inconsciente de Marya para que pudiera hablar con Dasha y decirle a Wanda que las respuestas que buscaba se encontraban en el Camino de las Brujas y que debía recorrerlo hasta el final, más allá que cualquier bruja. había ido alguna vez. Cuando terminó el breve tiempo que pudo manifestarse, Natalya usó su magia para curar el rostro con cicatrices de quemaduras de Marya y restaurar su belleza.
Siguiendo el consejo de su madre, Wanda luego regresó al Camino de las Brujas para continuar su búsqueda para curar la enfermedad que aquejaba a la fuente de su poder. Mientras estuvo allí, Natalya y Agatha la ayudaron a superar el pasado que la perseguía. Al final del Camino de las Brujas se encontraron con Aimless Ones , quienes intentaron distraer al trío el tiempo suficiente para que la Entidad Abstracta Caos matara a la Diosa de la Brujería. Las tres brujas combinaron su magia para ahuyentar a Chaos; sin embargo, la Diosa había sido herida lo suficiente como para continuar muriendo. Natalya luego sacrificó su alma e individualidad para salvar a Witchcraft, pero no sin antes revelar que fue el propio padre de Wanda, no el Alto Evolucionador, quien la mató hace tantos años.

## Poderes y habilidades
Hechicería: la capacidad de aprovechar la reserva infinita de energía mágica ambiental de este universo y manipularla con una variedad de efectos. Una habilidad derivada de tres fuentes principales: poderes personales de la mente/alma/cuerpo, poderes obtenidos al aprovechar la energía mágica ambiental del universo y emplearla para efectos específicos y, finalmente, poderes obtenidos mediante el uso de energía extradimensional al invocar entidades o objetos de poder que existen en dimensiones místicas tangenciales a la suya. El último medio de poder generalmente se obtiene mediante la recitación de encantamientos. Algunos de estos efectos incluyen formar rayos de energía mágica con un alto grado de potencia y control, erigir escudos o pantallas de energía con un alto grado de durabilidad tanto al daño físico como mágico, crear ilusiones ,levitación y proyección astral.
Brujería: hereda las habilidades mágicas de su padre.